# Maškovce
Maškovce é um município da Eslováquia, situado no distrito de Humenné, na região de Prešov. Tem 6,99 km² de área e sua população em 2018 foi estimada em 55 habitantes.

## Demografia
| Ano:        | 1994 | 2004    | 2014   | 2024   |
| ----------- | ---- | ------- | ------ | ------ |
| Broj ljudi: | 53   | 60      | 56     | 58     |
| Razlika:    |      | +13,20% | -6,66% | +3,57% |

| Ano:               | 2023 | 2024   |
| ------------------ | ---- | ------ |
| Número de pessoas: | 56   | 58     |
| Diferença:         |      | +3,57% |